# Psalmen Salomos
Die Psalmen Salomos sind eine Sammlung von 18 Dichtungen, die sich an alttestamentlichen Psalmen orientieren und dem biblischen König Salomo zugeschrieben werden. Die Schrift ist zu unterscheiden von den Oden Salomos.

## Überlieferung
Die Psalmen Salomos sind in elf Handschriften in griechischer Sprache – die ältesten, Handschrift Kopenhagen und Handschrift Wien, stammen aus dem 10. bzw. 11. Jahrhundert – sowie in zwei Handschriften und weiteren Fragmenten in syrischer Sprache erhalten. Der Erstdruck erfolgte 1626 in Lyon. Die erste Bezeugung ist der Codex Alexandrinus zum Neuen Testament aus dem 5. Jahrhundert. Er nennt in seinem Inhaltsverzeichnis die Psalmen Salomos nach dem ersten und zweiten Clemensbrief, aber durchaus unterschieden von den Kanonischen Schriften. Da die hinteren Seiten des Codex Alexandrinus aber verloren gingen, ist auch sein Text der Psalmen Salomos nicht erhalten. Vermutlich liegt den Psalmen Salomos ein hebräisches Original aus dem 1. Jahrhundert v. Chr. zugrunde.

## Abfassungszeit, -ort und Verfasserschaft
Bis auf den ersten Psalm enthalten alle weiteren in ihrem Titel eine Bezugnahme auf Salomo. Die Zuschreibung an diesen ergibt sich aus seiner legendären Weisheit und poetischen Begabung. Historischen Wert haben diese Angaben nicht. Zeitgeschichtliche Anspielungen finden sich möglicherweise in Ps 2; 8 und 17: Sie nehmen Bezug auf die Eroberung Jerusalems durch Pompeius 63 v. Chr. und seinen Tod in Ägypten 48 v. Chr. Es kann allerdings nicht ausgeschlossen werden, dass einzelne Psalmen älter sind und die Herrschaft des Alexander Jannäus reflektieren. Ob sich auch Verweise auf Herodes den Großen finden, ist umstritten. Es ergibt sich somit eine ungefähre Abfassungszeit der letzten Stücke in der 2. Hälfte des ersten Jahrhunderts v. Chr.
Naheliegend ist es, die Verfasserkreise in Judäa, vielleicht sogar in Jerusalem selbst, zu suchen. Da sich einige gegen die Sadduzäer gerichtete polemische Verse finden, wurde das Werk pharisäischen Kreisen zugeordnet. Seit den Funden von Qumran, wo sich zum Teil ähnliche Gedanken finden, ist diese These jedoch umstritten, wenngleich unter den Schriftrollen vom Toten Meer die Psalmen Salomos selbst nicht gefunden wurden.

## Theologische Leitgedanken
Hauptthema der Psalmen Salomos ist die Gerechtigkeit Gottes. Sie wird immer wieder neu reflektiert am Beispiel der Gottesbeziehung des Frommen, aber auch im Verhältnis von Gerechten und Frevlern. Leiden wird im Allgemeinen als Strafe verstanden, im Falle des grundsätzlich Gerechten als Erziehungsmaßnahme.
Eine Besonderheit weisen die beiden letzten Dichtungen auf: In ihnen spielt eine endzeitliche Heilsfigur davidischer Abstammung eine wesentliche Rolle. Diese Beschreibungen und die darin auftauchenden Hoheitstitel formen das geistige Milieu, aus dem auch die ersten Christen ihre theologischen Vorstellungen schöpften.